# I’m from Barcelona
I’m from Barcelona ist eine Indie-Pop-Band aus Jönköping, Schweden. Die Band wurde 2005 von Emanuel Lundgren gegründet und besteht aus 30 Mitgliedern. Charakteristisch für das Musiker-Kollektiv ist die Verwendung von im klassischen Pop kaum gebräuchlichen Instrumenten wie Banjo, Tuba oder Mandoline.

## Geschichte
Von der Bandgründung bis zur Veröffentlichung der ersten EP vergingen nur einige Wochen. Nachdem Emanuel Lundgren im Sommer 2005 einige Popsongs geschrieben hatte, versammelte er 29 Freunde im hauseigenen Aufnahmestudio. Kurz darauf wurde das Material mit allen Musikern unter dem Namen I’m from Barcelona live vorgestellt. Der Bandname verweist auf die britische Kultserie Fawlty Towers, in welcher der spanische Kellner Manuel seine Tollpatschigkeit mit der Phrase „I’m from Barcelona“ entschuldigt. Nach einigem Hype in der Blogosphäre wurden auch die schwedischen Medien auf die Band aufmerksam, was zu einem Plattenvertrag beim Major-Label EMI führte.

## Bandmitglieder

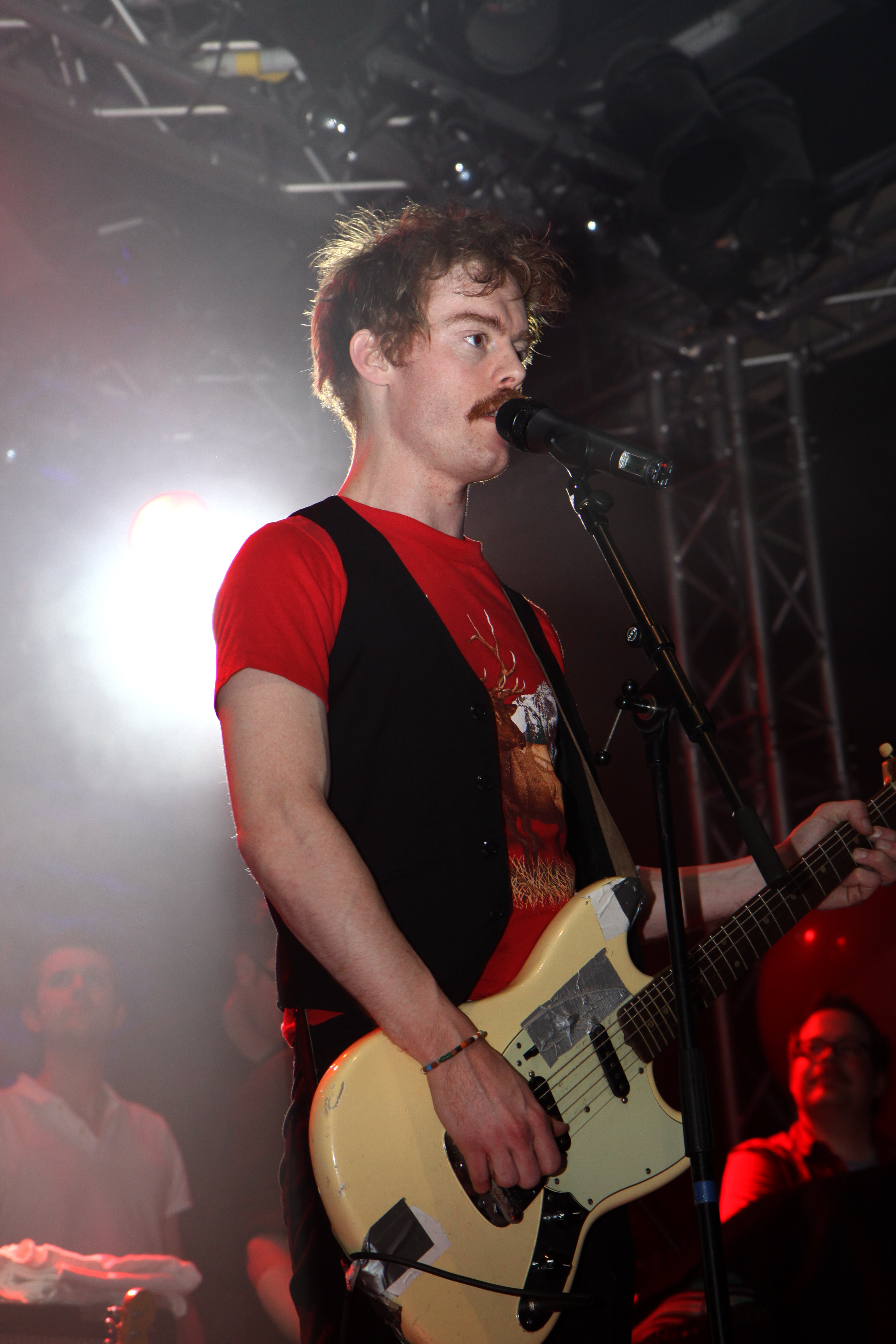
Emanuel Lundgren

- Emanuel Lundgren – Gesang, Gitarre u. a.
- Johan Aineland – Akkordeon, Mandoline
- Martin Alfredsson – Synthesizer, Glockenspiel
- Mathias Alriksson – Gesang
- Marcus Carlholt – Gesang
- Julie Witwicki Carlsson – Gesang
- Mike Elio – Gesang
- Philip Erixon – Percussion, Gesang
- Anna Fröderberg – Gesang
- Olof Gardestrand – Schlagzeug
- Tina Gardestrand – Gesang, Piano
- Tobias Granstrand – Gitarre
- Mattias Johansson – Saxophon
- Jakob Jonsson – Trompete
- Fredrik Karp – Saxophon
- Micke Larsson – Gesang
- Daniel Lindlöf – Gitarre, Banjo
- David Ljung – Trompete
- Rikard Ljung – Flöte, Omnichord, Synthesizer
- Johan Mårtensson – Gesang
- Cornelia Norgren – Gesang
- Christofer Olofsson – Piano, Synthesizer
- Henrik Olofsson – Bass
- David Ottosson – Saxophon
- Erik Ottosson – Tuba
- Jacob Sollenberg – Klarinette
- Jonas Tjäder – Gesang
- Johan Viking
- Emma Öhnell – Gesang
- Frida Öhnell – Gesang

## Diskografie

### Alben
- 2006: Let Me Introduce My Friends
- 2008: Who Killed Harry Houdini?
- 2010: 27 Songs From Barcelona
- 2011: Forever Today
- 2015: Growing Up Is for Trees

### EPs
- 2005: Sing!!
- 2006: Don’t Give Up on Your Dreams, Buddy!

### Singles
- 2006: Collection of Stamps
- 2006: Treehouse
- 2006: We’re from Barcelona
- 2007: Britney
- 2008: Paper Planes
- 2010: Get in Line
- 2011: Always Spring
- 2011: Come On